# Pritha sagittata
Espèce
Pritha sagittata est une espèce d'araignées aranéomorphes de la famille des Filistatidae.

## Distribution
Cette espèce se rencontre en Croatie, en Italie et en Suisse.

## Publication originale
- Legittimo, Simeon, Di Pompeo & Kulczycki, 2017 : The Italian species of Pritha (Araneae, Filistatidae): a critical revision and description of two new species. Zootaxa, no 4243(2), p. 201-248.